# Pestalozzischule (Radebeul)
Die Pestalozzischule steht in der Gemarkung Radebeul der sächsischen Stadt Radebeul, an der Pestalozzistraße 3 gegenüber dem Radebeuler Rathaus. Das Schulgebäude wurde 1896/1897 nach Entwürfen des Architekten Carl Käfer errichtet und wenig später umfangreich erweitert. Für das Haus 2 des Lößnitzgymnasiums wird heute oft auch Gymnasium Pestalozzistraße als Ortsbezeichnung verwendet.

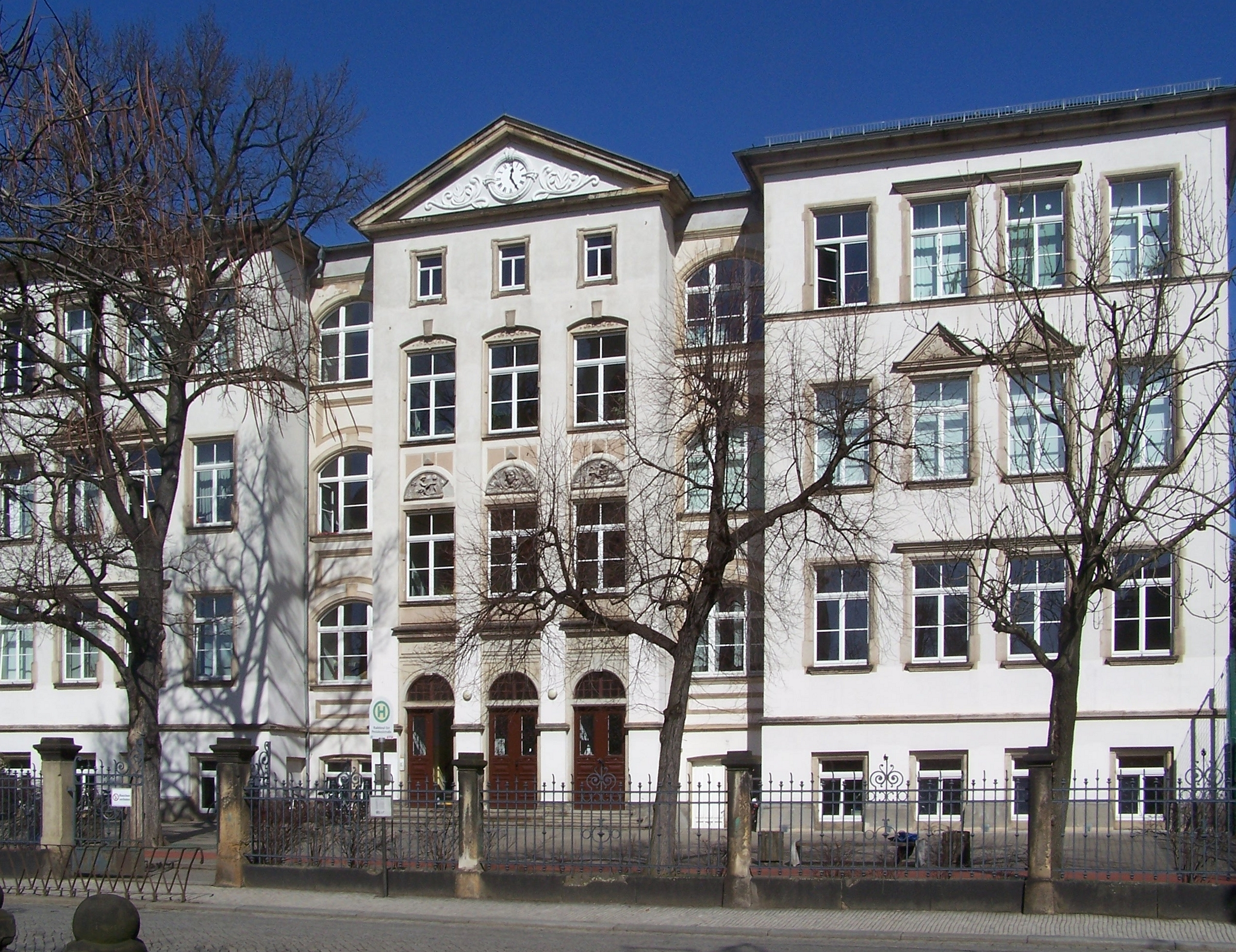
Pestalozzischule

Rechts auf dem Grundstück steht die 1896 errichtete Schulturnhalle der Schillerschule, mit dieser durch einen Zwischenbau verbunden.
Links auf dem Areal steht ein 1897 errichteter, massiver Schau-Gartenpavillon, jedoch mit der eigenen Straßenadresse Pestalozzistraße 5.
Nach dem Ersten Weltkrieg erhielt die Schule ihren Namen zu Ehren des bedeutenden Schulreformers Johann Heinrich Pestalozzi (1746–1827).

## Beschreibung

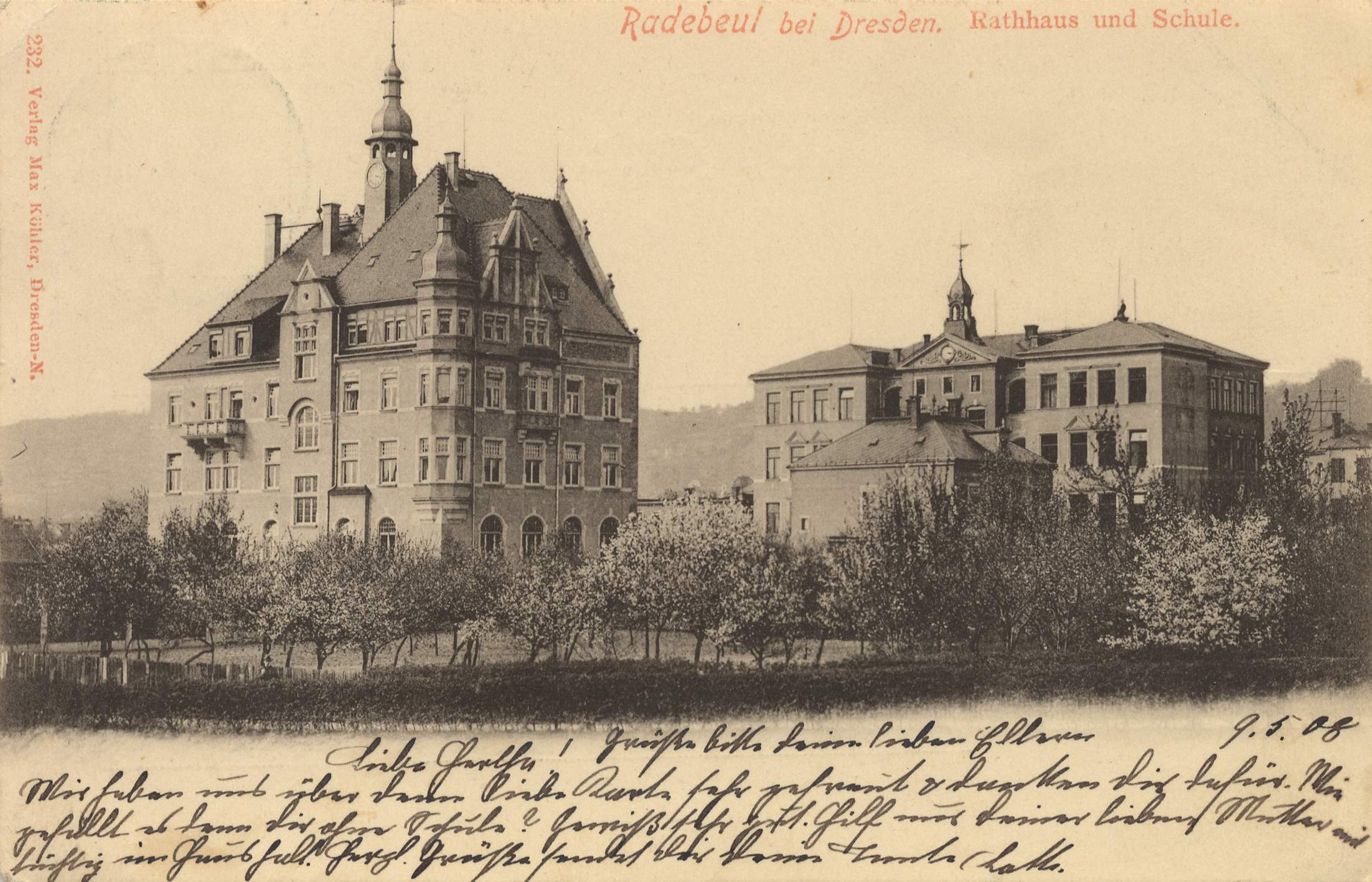
Rathaus und Pestalozzischule, 1908 (SO-Seite). Auf dem Grundstück Nr. 4 des späteren Postamts steht noch die Zillersche Villa.

Auf dem sich nordwestlich an die Rückseite der Schillerschule (Hauptstraße 10) anschließenden Schulareal stehen an der Pestalozzistraße mehrere Bauten, am Fußweg durch einen Eisenzaun mit Sandsteinpfeilern eingefriedet: Linkerhand und damit gegenüber vom Rathaus steht das eigentliche Schulgebäude der Pestalozzischule, davor zur Straße hin der Schulhof. Rechts folgt dann ein Sportfeld, welches gegenüber dem Gebäude des ehemaligen Radebeuler Postamts liegt. Das Sportfeld wird rechts begrenzt durch die Schulsporthalle, die damit auch an der Pestalozzistraße liegt, jedoch vom Grundstück her auf dem gleichen Grund wie die Schillerschule liegt.

### Schulgebäude
Das mit der Einfriedung denkmalgeschützte Schulhaus ist ein dreigeschossiges Gebäude auf einem Souterraingeschoss, gedeckt mit einem flach geneigten Walmdach.
Die quer ausgerichtete Straßenansicht gliedert sich streng symmetrisch in einen dreiachsigen Mittelrisalit und zwei vierachsige risalitartige Gebäudeflügel; dazwischen liegt jeweils eine einachsige, schmale und tiefe Rücklage. In dem Mittelrisalit befinden sich oberhalb dreier Treppenstufen drei Eingangstüren: die linke ist oberhalb mit Knaben beschriftet, die rechte mit Maedchen. In den Bogenfeldern der Fenster darüber finden sich beidseits Reliefs mit einem lernenden Jungen beziehungsweise Mädchen. Das Bogenfeld in der Mitte zeigt ein Porträt des Pädagogen Johann Heinrich Pestalozzi (1746–1827). Der Treppenhausrisalit, dessen Fensterreihen jeweils auf halber Höhe der seitlichen Geschossreihen liegen, wird durch eine Reihe niedriger Fenster abgeschlossen. Darüber steht ein Dreiecksgiebel mit einer Uhr in einem Medaillon, daneben Verzierungen.

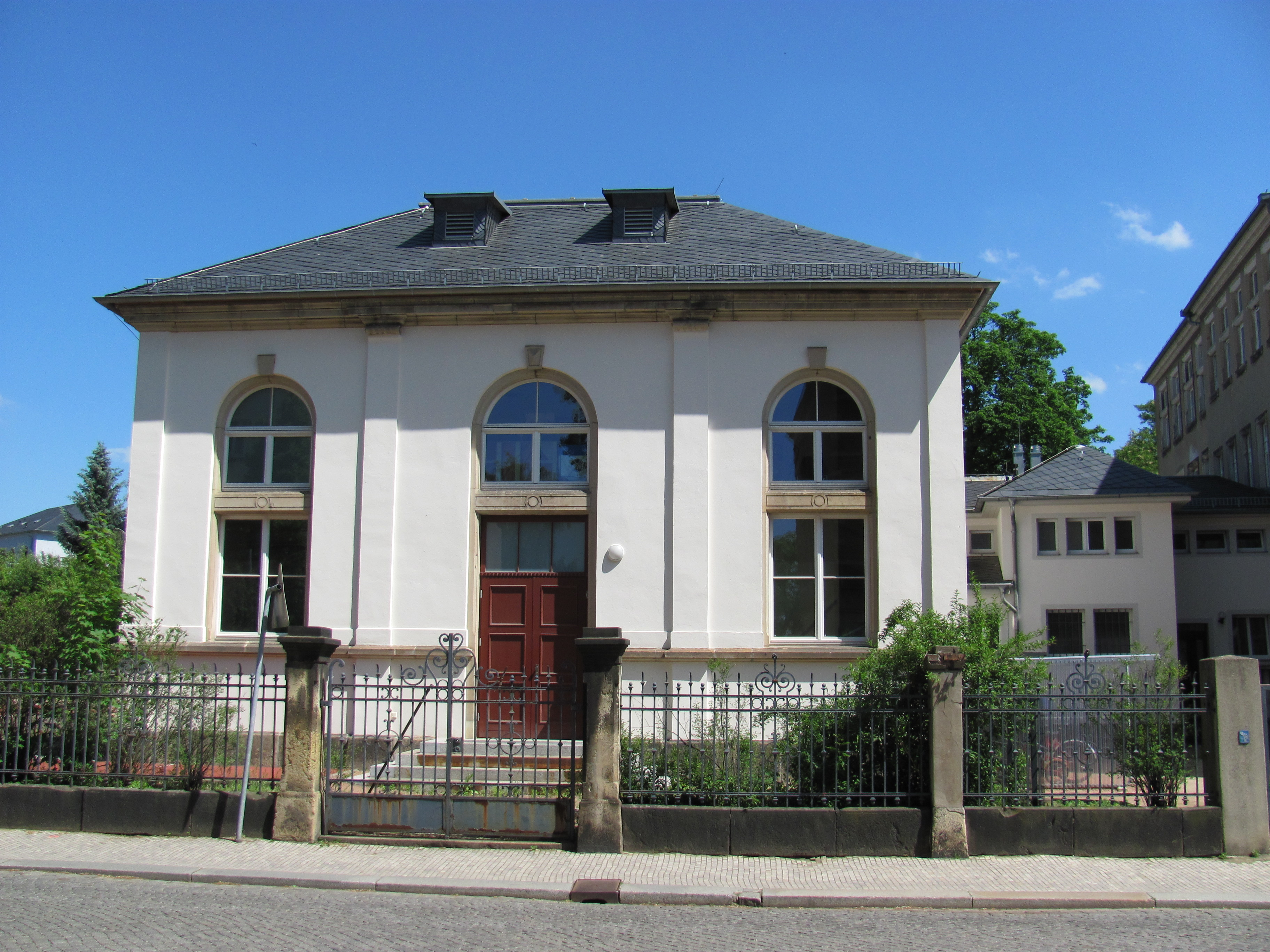
Schulturnhalle zwischen Schillerschule und Pestalozzischule, rechts der Zwischenbau zur Schillerschule

Die von profilierten Sandsteingewänden eingefassten Fenster sind teilweise stich- beziehungsweise rundbogig abgeschlossen, einige zeigen Schlusssteine, einige unterschiedlich ausgebildete Verdachungen.
In der rechten Seitenansicht findet sich ein jugendstiliges Relief, dessen Datierungsinschrift auf den erweiternden Umbau vom Jahr 1900 hinweist.

### Schulturnhalle der Schillerschule
Der denkmalgeschützte Bau der Turnhalle ist mit seiner dreiachsigen Schmalseite zur Pestalozzistraße ausgerichtet. Die Längsseite liegt leicht schrägparallel zur Rückseite des Baus der Schillerschule, zu der ein Zwischenbau führt. Der rechteckige Turnhallenbau wird von einem abgeplatteten Walmdach bedeckt.
Der Putzbau wird durch Lisenen gegliedert, zwischen denen sich hohe, unterteilte Rundbogenfenster jeweils mit einem Schlussstein befinden. An der Fassade zur Sportfläche hin finden sich zwei Kartuschen, eine mit der Inschrift Erbaut und eine mit der Datierung 1896.

## Geschichte
Nachdem die Radebeuler Kinder seit Anbeginn des Unterrichts im benachbarten Kaditz in der dortigen Kirchschule (siehe auch Alte Schule in Kaditz) unterrichtet worden waren, erhielt Radebeul in den 1870er Jahren einen eigenen Schulbezirk. 1876 erwarb die Gemeinde ein Grundstück in der damaligen Bahnhofstraße, um darauf ihr erstes Schulgebäude zu errichten.
Dieses wurde ab 1877 errichtet; am 1. Mai 1878 erfolgte die Einweihung der Volksschule Radebeul. Im Dezember 1896 wurde die hinter der Schule errichtete Turnhalle eingeweiht, die zehn Jahre vorher aus Kostengründen aus der Ausschreibung gestrichen worden war.
Im selben Jahr erfolgte die Grundsteinlegung für das hinter der Turnhalle, an der Pestalozzistraße, zu errichtende zweite Volksschulgebäude (die heutige Pestalozzischule), das am 1. Mai 1897 eingeweiht wurde. Das neue Schulgebäude, von Carl Käfer wie auch schon die Turnhalle entworfen und von dem Baumeister Gustav Röder für 140.000 Mark gebaut, bestand ursprünglich nur aus dem hinten querliegenden Rechteckbau, vor dem mittig zur Straße hin der weit vorkragende Treppenhausrisalit stand. Die Schule hatte neun Klassenzimmer und enthielt einen Zeichensaal. Sie erhielt den Status einer einfachen Volksschule, während die bereits seit längerem bestehende Volksschule an der Bahnhofstraße (heute Hauptstraße) zur höheren Volksschule beziehungsweise zur Bürgerschule aufgewertet wurde. Im Souterrain war neben der Hausmeisterwohnung die sogenannte Koch- und Haushaltsschule untergebracht, die ebenfalls Ostern 1897 eröffnet wurde.
Bereits 1900 erfolgte die Erweiterung des Schulbaus, in dem durch das Bauunternehmen Hörnig & Barth auf beiden Seiten die nach vorne ragenden Seitenflügel ergänzt wurden. Dadurch entstanden für nur 5.900 Mark sechs weitere Klassenzimmer sowie im Erdgeschoss ein Brausebad (Duschraum). Im selben Jahr erfolgte neben dem 1899/1900 gebauten Rathaus die Anlage eines Schulgartens. Dem gemeinsamen Direktorat des Volksschuldirektors Richard Weise unterstanden zu jener Zeit insgesamt, neben dem Kirchschullehrer/Kantor, neun Lehrer, drei Hilfslehrer, eine Hilfslehrerin, dazu zwei Hilfslehrerinnen für weibliche Handarbeiten, von denen eine auch Kochunterricht gab. Weise war es auch, der begabten Schülern der einfachen Volksschule den unentgeltlichen Wechsel zur Bürgerschule ermöglichte. 1901 stellte er einen Schularzt ein.
Im Februar 1901 entwarf der Dresdner Architekt Gustav Haenichen, der auch das Rathaus entworfen hatte, Pläne zur Aufstockung der Bürgerschule, die im Folgejahr ausgeführt wurden.

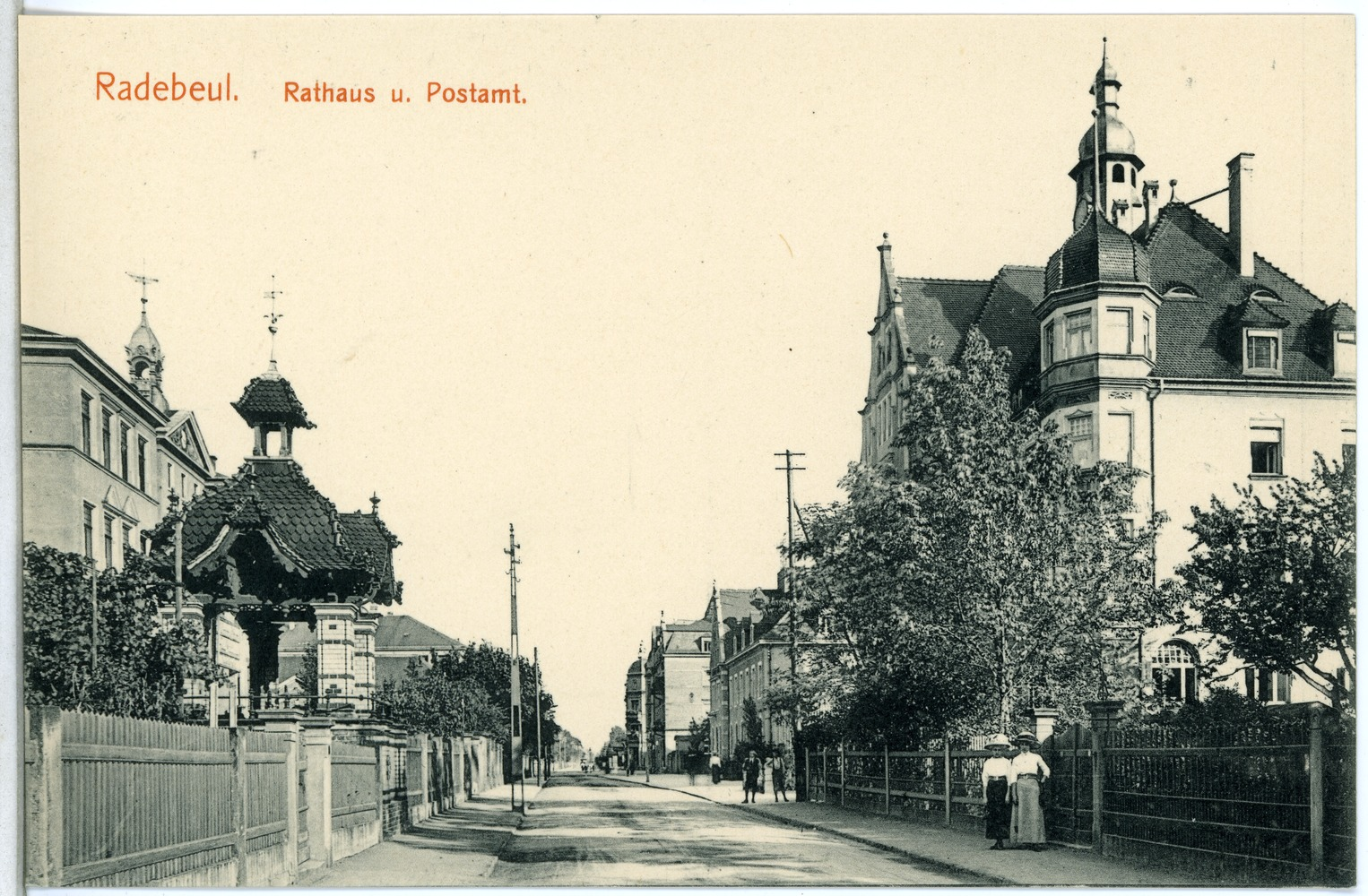
Pestalozzistraße 1912: Rechts das Rathaus, das Postamt sowie die Funkenburg, links hinter dem Pavillon die einfache Volksschule (Pestalozzischule) sowie die Bürgerschule (Schillerschule)

Nach der Eingemeindung von Serkowitz 1905 wurde die Volksschule in 1. Bezirksschule umbenannt, während das Schulhaus in Serkowitz in 2. Bezirksschule umbenannt wurde. Im Jahr 1906 wurden in den beiden in Alt-Radebeul nebeneinander liegenden Volksschulen in 23 Klassen 898 Kinder von 15 Lehrern unterrichtet.
Während des Ersten Weltkriegs mussten viele der Lehrer an die Front, mit der Folge, dass zahlreiche Klassen zusammengelegt werden mussten und einiger Unterricht ausfiel.
Im Dezember 1919 ging Weise in den Ruhestand, und der Schulvorstand beschloss die institutionelle Trennung der unter Weise gemeinsam geführten Schulen. Die jüngere Schule wurde gemäß der anliegenden, 1883 nach Pestalozzi benannten, Straße ebenfalls nach dem bedeutenden Pädagogen benannt. Die Bürgerschule an der Bahnhofstraße erhielt den Namen des Dichters Friedrich Schiller (1759–1805). Zu Ostern 1920 wurden die beiden Volksschulen institutionell getrennt. Ebenfalls 1920 wurde die Schulgeldfreiheit eingeführt.
In den Jahren 1924 bis 1933 wurde in der Pestalozzischule alle zwei Wochen am Montag die Städtische Kultur-Filmbühne als Saalkino betrieben. Die vom Stadtrat eingerichtete Institution mit über 600 Plätzen wurde vom Kulturdezernenten Paul Brüll geleitet. 1934/35 verlegte die Adresse auf die Hauptstraße 17. Zwischen 1931 und 1943 hatte auch die Städtische Bibliothek von Radebeul ihren Sitz im Pestalozzigebäude.
Zwischen 1945 und 1949 stand das Gebäude vermutlich nicht für Schulzwecke zur Verfügung. Ab 1955 war die Pestalozzischule eine Mittelschule. Der Unterricht erfolgte wegen akuten Platzmangels teilweise im Schichtsystem. Dazu erhielt die Pestalozzischule auch einige Räume im benachbarten Schillerschulgebäude. Ab 1958 wurde die Pestalozzischule eine zehnklassige Polytechnische Oberschule (Pestalozzi-Oberschule).
Von 1992 bis 2004 befand sich in den Räumen erneut eine Mittelschule, die zuletzt als Außenstelle der Mittelschule Oberlößnitz geführt wurde.
Seit 2004 beherbergen die Räumlichkeiten als Pestalozzihaus die Sekundarstufe I des im Stadtteil Serkowitz gelegenen Lößnitzgymnasiums. Im selben Jahr wurde der Schulhof erweitert und das Schulgelände wurde umgestaltet. Obwohl Haus 2 des Lößnitzgymnasiums, wird als Ortsbezeichnung auch oft Gymnasium Pestalozzistraße verwendet.
Von 2000 bis 2014 diente das Schulgebäude als jährlicher Veranstaltungsort des Radebeuler Grafikmarkts.